# The Collection 1977-1982
The Collection 1977-1982 est une compilation du groupe The Stranglers.

## Liste des titres
1. (Get A) Grip (On Yourself)
2. Peaches
3. Hanging Around
4. No More Heroes
5. Duchess
6. Walk On By
7. Waltzinblack
8. Something Better Change
9. Nice 'n' Sleazy
10. Bear Cage
11. Who Wants The World
12. Golden Brown
13. Strange Little Girl
14. La Folie